# دسترسی مشترک کاربران آی‌بی‌ام
دسترسی مشترک کاربران (به انگلیسی: Common User Access (CUA)) استانداردی برای رابطهٔ کاربر با سیستم عامل‌ها و برنامه‌های رایانه‌ای است. این استاندارد توسط آی‌بی‌ام توسعه یافته و نخستین بار در سال ۱۹۸۷ به عنوان بخشی از معماری سیستم‌های کاربردی آی‌بی‌ام منتشر شد. در ابتدا درون سیستم عامل‌های MVS/ESA , VM/CMS , OS/400، اواس/۲ و ویندوز به‌کارگرفته می‌شد. بخش‌هایی از استاندارد CUA در برنامه‌های دیگر سیستم عامل‌ها، از جمله انواع یونیکس، پیاده‌سازی شده‌است. همچنین توسط سکوی جاوا، AWT و Swing استفاده می‌شود.

## انگیزه‌ها و الهامات
آی‌بی‌ام روشی استاندارد برای تعامل با واسط کاربر متن بنیان را می‌خواست، با گرافیک VGA خواه صفحهٔ ترمینال رایانه متصل به پردازنده‌مرکزی باشد یا PS/2. سی‌یوای تصریحی دقیق بود و قوانین سختگیرانه‌ای در مورد ظاهر و کارکرد برنامه‌ها تعیین می‌کرد. هدف آن تا اندازه‌ای فراهم‌کردن هماهنگی میان برنامه‌های سیستم‌عامل داس بود، که تا آن زمان این برنامه‌ها به‌طور مستقل رابط‌های کاربری مختلفی را پیاده‌سازی می‌کردند.